# Money Kings
『Money Kings』は、1998年公開のアメリカ映画。ビデオ映画作品として製作。アクション、サスペンス、ドラマ。Vigとも。ピーター・フォーク主演作で、ティモシー・ハットンらが共演した。日本未公開。

## キャスト
- ピーター・フォーク（ヴィニー）
- ティモシー・ハットン（フランキー）
- ローレン・ホリー（ベス）